# Blue 4 U
Blue 4 U fue un grupo español de música europop que cantaba en inglés. Tuvieron éxito en España a finales de la década de 1990.

## Historia
Originarios de Barcelona, el grupo estaba formado por Txell Sust, Lucía Diéguez y Toni. Su salto a la fama se produjo cuando su tema Happy World se usó para el spot publicitario de la cerveza Estrella Damm, convirtiéndose en la canción del verano de 1998, y llegando al número 1 de las listas de sencillos españoles (durante 5 semanas), y número 1 también de Los 40 Principales. Tras el éxito, el grupo graba un álbum con la discográfica BMG que finalmente no llega a editarse.
En 1999, Toni deja el grupo, y es reemplazado por el cantante británico afincado en Barcelona Lexter Aubery Smart. En el verano de 1999, graban 4 nuevas canciones para la banda sonora de la película española de animación Goomer, del cual se extrae el sencillo Boom Boom. También en el verano de 1999 vuelven a poner música al spot publicitario de Estrella Damm, con la canción Livin' In Jam. La canción vuelve a ser un éxito ese verano para el grupo, llegando al número 3 en las listas oficiales de sencillos, y al número 1 de Los 40 Principales.
En septiembre de 1999 se publica por fin el álbum debut del grupo, titulado The Blue Experience, producido por Jordi Cubino y editado por Vale Music, que sin embargo pasa bastante desapercibido y no entra en las listas. Se extrae otro sencillo del álbum, The Furby Song, que tampoco tiene éxito. En el año 2000, el grupo se separa.

## Carreras personales
Tras la disolución del grupo, Txell Sust y Lexter continuaron carreras musicales en solitario.
Sust ha publicado álbumes de estilo jazz-blues, además de trabajar como corista para múltiples artistas, entre ellos Alejandro Sanz, con quien ha colaborado en todas sus giras desde el año 2000. 
Lexter publicó un álbum en 2003 titulado Unbroken, cuyo primer sencillo, Jump, Jump!, fue de nuevo usado en el spot publicitario de Estrella Damm. En 2005, colaboró con la cantante Natalia en el tema I love this game, bajo el nombre de AT.
Lucia Dieguez es directora de una academia de ballet en una población cercana a Barcelona donde además es profesora.

## Discografía

### Álbumes
- The Blue Experience (1999).

### Sencillos
- Happy World (1998) (#1 Esp, #1 Los40).
- Boom Boom (1999).
- Livin' In Jam (1999) (#3 Esp, #1 Los40).
- The Furby Song (1999).
- Blue (1999).